# Avro Jetliner
Dimensions
L'Avro C102 Jetliner est un prototype canadien d'avion de ligne moyen-courrier à réaction construit par Avro Canada (en) en 1949. Le long-courrier à réaction de Havilland Comet britannique l'ayant devancé pour son premier vol de seulement 13 jours, il est devenu de facto le second avion de ligne à réaction au monde. Le nom Jetliner était très accrocheur et pendant de nombreuses années tous les avions de ligne à réaction étaient surnommés ainsi dans la langue anglaise. Cet appareil convenait parfaitement pour les routes très fréquentées de la côte est américaine, il intéressait beaucoup de compagnies aériennes notamment Howard Hughes qui a même offert de démarrer la production sous licence. Cependant les délais d'Avro Canada dans le projet d'intercepteur Avro CF-100 et le manque d'intérêt du gouvernement canadien pour le projet ont mené à l'arrêt du projet en 1951 et à la destruction du prototype.

## Histoire

### Genèse
En 1945, Trans-Canada Airlines (TCA) commençait l'exploration de quelques programmes d'avion en développement sous la direction de Jim Bain. La compagnie anglaise A. V. Roe, membre du groupe Hawker-Siddeley, venait de prendre le contrôle de la Victory Aircraft de Toronto qui était une ancienne société de la Couronne créée pour l'effort de guerre canadien lors de la Deuxième Guerre mondiale. La nouvelle société ainsi fondée, Avro Canada, développait une stratégie de conversion de ses activités au marché civil avec un projet de production d'un appareil bimoteur turbo-propulsé pour la TCA comme le Vickers Viscount. À l'automne 1945, Frank Grooch fit un voyage en Grande-Bretagne pour visiter plusieurs avionneurs. Son voyage l'amena au département des moteurs d'avion de la société Rolls-Royce où il découvrit les travaux d'un moteur alors appelé AJ65. Ce nouveau moteur, qui sera connu plus tard sous le nom Rolls-Royce Avon, enthousiasma Bain au point qu'à son retour au Canada, il fit changer les plans d'Avro afin d'utiliser ce nouveau moteur au lieu de turbopropulseurs.
Dans les mois suivants, les équipes de TCA et d'Avro définirent un cahier des charges détaillé qui sera signé le 9 avril 1946. Le projet était un avion de 36 passagers filant à une vitesse de croisière de 684 km/h avec un rayon d'action de 1 900 km avec des escales tous les 400 km et la capacité d'effectuer un segment de vol de 800 km. La différence entre le rayon d'action et la distance maximale entre deux aéroports devait permettre les 45 minutes d'autonomie requises pour voler 190 km de distance vers un aéroport alternatif avec un vent de face de 30 km/h. L'appareil devait aussi être capable d'opérer sur de courtes pistes de 1 200 m. Sa charge utile maximale devait être de 5 760 kg et 50 passagers.
L'accord spécifiait également certains termes contractuels qui paraissent étranges avec le recul. Le contrat de TCA avec Avro spécifiait un prix fixe de 350 000 $ par avion. Cela était inhabituel pour l'époque surtout que TCA (alors une société de la Couronne, aujourd'hui Air Canada) achetait pour le compte du ministère des Transports du Canada et que Bain était d'opinion que les contrats basés sur le coût avec une marge fixe étaient utiles pour les développements de nouveaux appareils. De plus, Avro n'était pas autorisé à vendre l'appareil à aucune autre compagnie aérienne pour 3 ans. Après cette période, si un acheteur payait moins de 350 000 $ pour un avion, Avro devait rembourser la différence à la TCA. Plus encore, durant la période d'essai d'une année après le lancement de l'appareil Avro devait payer tous les coûts et ce, même si des passagers payaient pour leur transport. Jack Dyment, chef du département d'ingénierie de la TCA voyait dans cette clause l'opportunité d'apprendre à opérer un appareil à réaction en minimisant les risques pour la TCA.

### Changement de design
En 1947, Fred Smye (en), président d'Avro Canada, avisa Herbert James Symington (en) de la TCA qu'il était impossible d'atteindre le prix indiqué dans le contrat. Symington préféra alors se retirer du projet, probablement à la suite de la livraison des nouveaux Canadair North Star. C'est alors que C. D. Howe s'intéressa au projet et offrit 1,5 million de $ pour continuer le développement à un rythme plus lent. Au même moment, Rolls-Royce annonça à Avro Canada que la certification civile du moteur Avon ne pouvait être garantie à temps pour le lancement du Jetliner. Ceci aurait mené finalement à des coûts d'exploitation et de maintenance supérieurs. Malgré tout, Avro Canada poursuivit le projet de construire cet avion à réaction et sélectionna le Rolls-Royce Derwent en remplacement de l'Avon.

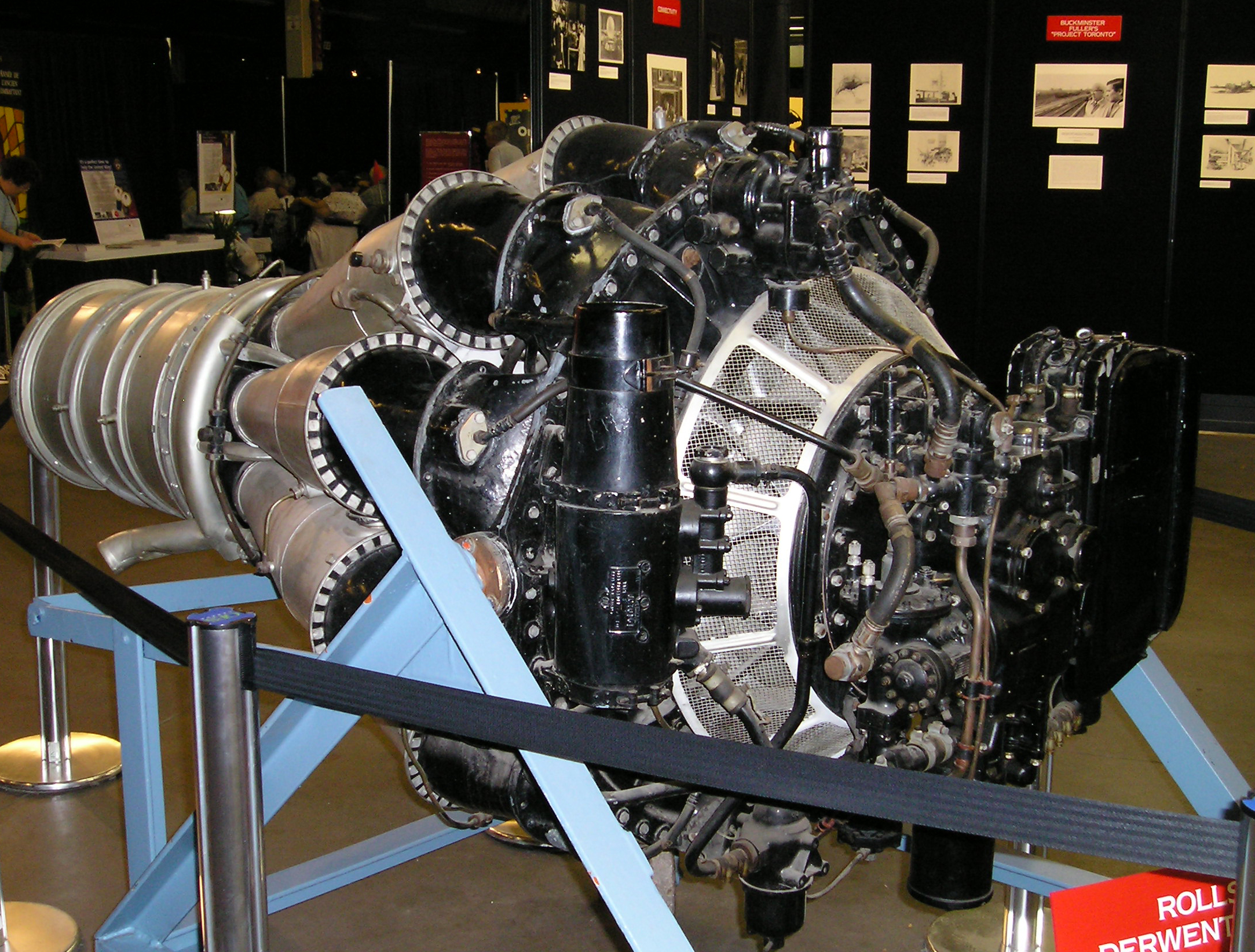
Le moteur Rolls-Royce Derwent qui équipait l'Avro Jetliner.

L'ingénieur en chef James C. Floyd (en) était très mécontent de ces nouveaux obstacles, mais trouvait des avantages aux changements de type moteur. En effet, le JetLiner allait être équipé de 4 moteurs. Cette nouvelle configuration présentait un avantage indéniable dans l'éventualité d'une panne moteur, l'appareil perdant ainsi seulement un quart de sa poussée comparativement à un bimoteur qui en perdait la moitié, ce qui rendait plus facile de rencontrer les tolérances de variations de puissance. L'asymétrie de la poussée sur panne moteur en configuration bimoteur requérait l'installation d'un système d'assistance sur le gouvernail de direction alors que le lacet sur panne moteur en configuration quatre moteurs était si faible qu'il était facile de le contrôler avec les commandes de compensation manuelle.
Bien qu'il présentât quelques ressemblances avec les Avro Tudor 8 et 9 (qui donnèrent l'avion expérimental Avro 706 Ashton), le design de Floyd était conçu comme un avion de ligne commercial à réaction. Une mise à jour du concept fut présentée en octobre 1948 et en février 1948 la TCA répondit avec de nouveaux critères à rencontrer.
La TCA voulait maintenant un avion capable d'une vitesse de croisière de 805 km/h et augmenta les contraintes sur la consommation de carburant pour permettre des changements de trajectoires plus importants. En avril, Gordon McGregor prit la présidence de la TCA et annonça à Smye qu'il ne voulait pas être la première compagnie aérienne à opérer un avion à réaction. Malgré tout, le projet fut présenté à la presse et fut le sujet d'un article d'importance de la revue Aviation Week de novembre.

## Essais

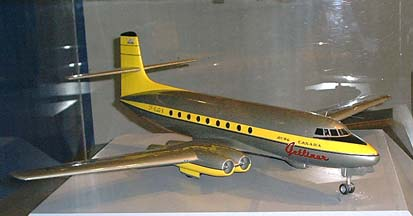
Une maquette du Jetliner.

Deux ans plus tard, le premier prototype immatriculé CF-EJD (-X), commença les essais de roulage et fit son premier vol seulement 25 mois après le début de la conception et 13 jours après le premier vol du De Havilland Comet. Un délai dans la construction de la piste de l'aéroport de la compagnie à Malton ainsi que des réparations nécessaires sur le revêtement de la nacelle externe empêchèrent le Jetliner d'être le premier avion de ligne à réaction à voler.
Lors du deuxième vol, le 16 août, le train d'atterrissage se bloqua en position rétractée et l'équipage du Jetliner dut faire un atterrissage sur le ventre. Heureusement, les dégâts furent mineurs et l'appareil put reprendre les vols d'essais en trois semaines.
En avril 1950, Jetliner transporta le premier courrier à réaction au monde de Toronto à New York en 58 minutes soit la moitié du précédent record (547 km à 566 km/h). Le vol bénéficia d'une grande couverture médiatique et l'équipage fut accueilli par une parade dans les rues de Manhattan.
Le concept d'un avion à réaction était si nouveau que le Jetliner sera stationné loin du terminal, des égouttoirs furent même installés sous les moteurs au cas où une fuite de « carburant auto-inflammable » aurait coulé. Le Jetliner avait émis de mystérieux sons de craquement lors du voyage et fut cloué au sol car les pilotes refusaient de le faire voler de retour. Ce délai fut mis à profit pour présenter l'appareil à de nombreux clients potentiels, en compétition avec des appareils beaucoup plus lents tel le DC-6 ou encore avec des surplus de guerre comme le DC-3. Lors du retour (sur un train), les problèmes de craquements furent identifiés sur la structure autour des moteurs qui fut alors profondément renforcée. On apprit plus tard que le problème était dû à des tolérances serrées entre les nacelles des moteurs et la structure, un simple ajustement aurait eu le même effet.
Au début des années 1950, la guerre froide débutait et les autorités canadiennes étaient pressées d'agrandir l'arsenal militaire. Avro Canada était alors impliqué dans la conception du CF-100 Canuck, le premier chasseur tout-temps à réaction canadien pour le Corps d'aviation royal canadien (CARC). Le projet prenait un retard significatif et les efforts parallèles de la compagnie sur le Jetliner causait des controverses. Après le retour du prototype, il n'y avait toujours pas d'acheteur ferme en vue et C.D. Howe (le « ministre de tout ») ordonna l'arrêt du programme en décembre 1951. Le second prototype du Jetliner dont l'assemblage était assez avancé fut détruit.
Quelques mois plus tard, l'énigmatique Howard Hughes s'intéressa au projet et loua le prototype du Jetliner pour des essais. Il le fit voler sur quelques itinéraires avant l'arrivée de l'appareil à Culver City en Californie et fut convaincu. Il voyait TWA transporter des passagers de New York pour des vacances en Floride dans la moitié du temps habituel. Hughes voulait acheter 30 Jetliner à tout prix mais Avro ne pouvait répondre à ses demandes car ses capacités de fabrication limitées étaient submergées par le programme CF-100. Hughes a même envisagé la production sous licence par des avionneurs américains. Convair s'était montré intéressé et commença à étudier la mise en route d'une chaîne de production. A nouveau, C.D. Howe se mêla de l'affaire insistant pour qu'Avro se concentre sur le développement des réacteurs Avro Canada TR.5 Orenda et sur le programme d'avion de chasse CF-100.
Le projet a presque redémarré en 1953 alors que la production du CF-100 battait son plein mais le projet dérailla encore. En 1955, la TCA commanda 51 Vickers Viscount turbopropulsé de Vickers-Armstrong au Royaume-Uni. Ces avions furent les premiers avions à turbine à être mis en service sur des lignes régulières d'Amérique du Nord et restèrent en service jusqu'en 1974.

## Annulation
Le Jetliner fut utilisé comme plateforme pour les photos aériennes du projet CF-100. Le 10 décembre 1956, le Jetliner fut retiré de service. Il fut donné au Conseil national de recherche canadien (CNRC) qui dut le démolir car il n'avait pas d'espace pour garder l'appareil, seule la section du cockpit fut conservée pour des travaux sur l'ergonomie des cockpits. Le reste du Jetliner fut démoli le 13 décembre 1956. Les seules parties qui subsistent sont le nez et le cockpit exposés au Musée de l'aviation du Canada à Ottawa.

## Souvenir
La Poste du Canada publia un timbre pour commémorer le développement du Jetliner. La Jetliner Road de l'aéroport international Pearson de Toronto à Mississauga en Ontario doit son nom à ce projet d'avion de ligne. Enfin « Avro Jetliner Private » célèbre cet appareil à l'aéroport international Macdonald-Cartier d'Ottawa.
La principauté de Monaco est le seul autre pays à avoir émis un timbre représentant le Jetliner.